# Walerian Piotrowski
Walerian Jan Piotrowski (ur. 11 grudnia 1927 w Grodzisku Wielkopolskim, zm. 29 listopada 2023 w Zielonej Górze) – polski polityk, prawnik i działacz katolicki, adwokat, senator I i II kadencji.

## Życiorys
Syn Franciszka i Heleny. W okresie II wojny światowej był robotnikiem przymusowym. W 1952 ukończył studia prawnicze na Uniwersytecie Poznańskim, odbył następnie aplikację adwokacką. Od 1956 do 2007 praktykował jako adwokat – najpierw w Sulechowie, a od 1959 w Zielonej Górze. Był obrońcą m.in. w procesach po wydarzeniach zielonogórskich z 30 maja 1960.
Działacz organizacji i środowisk katolickich, w drugiej połowie lat 50. był inicjatorem powołania Klubu Inteligencji Katolickiej w Zielonej Górze. Był związany ze środowiskiem Ośrodka Dokumentacji i Studiów Społecznych w Warszawie i kwartalnikiem „Chrześcijanin w Świecie”. W pierwszej połowie lat 80. należał do Polskiego Związku Katolicko-Społecznego. Od 1980 do 1981 był doradcą lokalnej „Solidarności”. W latach 1984–1988 zasiadał w miejskiej radzie narodowej w Zielonej Górze. W latach 1989–1993 zasiadał w Senacie I kadencji (z rekomendacji Komitetu Obywatelskiego) i II kadencji (z ramienia Chrześcijańskiej Demokracji), reprezentując województwo zielonogórskie. Był członkiem honorowym Polskiej Federacji Ruchów Obrony Życia. Brał udział w organizowaniu struktur Akcji Katolickiej, wchodził w skład władz tej organizacji. W 1995 był przedstawicielem prezydenta RP Lecha Wałęsy przy Komisji Konstytucyjnej Zgromadzenia Narodowego. W latach 1996–1997 wchodził w skład powołanego przez Episkopat Polski zespołu do spraw konstytucji. Od 1997 do 2001 był członkiem Trybunału Stanu. Należał do Zjednoczenia Chrześcijańsko-Narodowego. W 2007 przystąpił do nowo powołanej Prawicy Rzeczypospolitej.
Był żonaty z Janiną. Został pochowany na cmentarzu komunalnym w Zielonej Górze.

## Odznaczenia i wyróżnienia
- Krzyż Wielki Orderu Odrodzenia Polski (2023)[12]
- Krzyż Komandorski Orderu Odrodzenia Polski (2018)[13][14]
- Krzyż Kawalerski Orderu Odrodzenia Polski (2005)[15]
- Krzyż Wolności i Solidarności (2017)[16]
- Medal 100-lecia Odzyskania Niepodległości (2020)[17]
- Odznaka Honorowa za Zasługi dla Województwa Lubuskiego (2007)[4]
- Tytuły honorowego obywatela województwa lubuskiego oraz Zielonej Góry (2009)